# Regular Show
Regular Show è una serie televisiva d'animazione statunitense creata da J.G. Quintel e prodotta da Cartoon Network Studios. Nacque inizialmente come cortometraggio omonimo per The Cartoonstitute, serie di corti animati molto simile all'antecedente What a Cartoon!, successivamente abbandonata. Il corto fu però ripreso per diventare l'episodio pilota di una serie televisiva vera e propria.
La serie animata è stata trasmessa negli Stati Uniti dal 6 settembre 2010 sul canale televisivo Cartoon Network, mentre in Italia è andata in onda dal 27 settembre dello stesso anno sull'edizione italiana dello stesso canale, e replicata dal 24 dicembre 2014 su Boing. In Italia è stata doppiata la versione censurata britannica.
Regular Show è stato acclamato dalla critica e ha sviluppato un seguito di tutte le età, nonostante abbia generato alcune controversie per l'umorismo nero, allusioni sessuali, violenza e tematiche mature; parte di questi contenuti furono censurati in alcune trasmissioni internazionali, tra cui in quella italiana. Il cartone è stato candidato sei volte ai Primetime Emmy Awards, vincendo il premio nell'edizione del 2012, e a sette Annie Awards.
Dalla serie è stato anche tratto un film, intitolato Regular Show - Il film (Regular Show: The Movie), distribuito negli Stati Uniti in un numero limitato di sale cinematografiche dal 14 agosto 2015 e successivamente in digitale, DVD e su Cartoon Network nei mesi seguenti; in Italia il film è stato trasmesso direttamente su Cartoon Network il 24 marzo 2016. Nel marzo 2016 Cartoon Network ha rinnovato la serie per un'ottava e ultima stagione, ambientata nello spazio, e trasmessa in patria dal 26 settembre 2016 al 16 gennaio 2019, e in Italia da marzo 2017 a gennaio 2018. La serie si è conclusa con una puntata della durata di un'ora, Regular Show - Un'epica battaglia (A Regular Epic Final Battle).
Il 12 giugno 2024, Warner Bros. Discovery ha annunciato la produzione di una nuova serie di Regular Show, con J.G. Quintel come showrunner.

## Trama
La serie animata narra le avventure di due amici, Mordecai e Rigby, rispettivamente una Ghiandaia Azzurra e un Procione antropomorfi di 23 anni, custodi del parco della città. Mordecai è maturo, coscienzioso e responsabile, mentre Rigby ha un carattere fuori controllo, iperattivo e sfrontato. Grazie alla fantasia, i due cercano qualsiasi distrazione per evadere dalla banalità e dalle grane del loro lavoro quotidiano, e come risultato si ritrovano coinvolti in misteriose e surreali avventure.

## Episodi

Fotogramma della intro del programma

| Stagione         | Episodi | Prima TV USA    | Prima TV Italia |
| ---------------- | ------- | --------------- | --------------- |
| Prima stagione   | 12      | 2010            | 2010            |
| Seconda stagione | 28      | 2010-2011       | 2010-2011       |
| Terza stagione   | 40      | 2011-2012       | 2011-2012       |
| Quarta stagione  | 40      | 2012-2013       | 2013            |
| Quinta stagione  | 40      | 2013-2014       | 2014-2015       |
| Sesta stagione   | 31      | 2014-2015       | 2015            |
| Settima stagione | 39      | 2015-2016       | 2016            |
| Ottava stagione  | 31      | 2016-2017       | 2017-2018       |
| Corti            | 15      | 2011, 2015-2017 | 2015            |

## Personaggi

### Principali

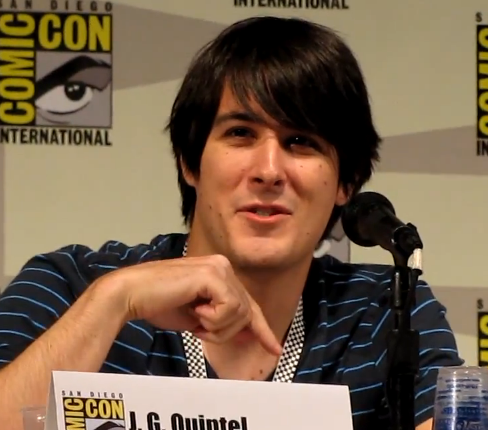
J.G. Quintel, creatore della serie, doppiatore di Mordecai e Batti Cinque

- Mordecai: È una ghiandaia azzurra ventitreenne che ha come migliore amico Rigby. Insieme, lui e Rigby lavorano nel grande parco cittadino, ma entrambi tendono ad essere molto pigri e raramente svolgono il loro lavoro correttamente. Mordecai è più coscienzioso, intelligente, calmo, socievole, maturo e morale nelle sue azioni rispetto a Rigby, ma tende a diventare malizioso e combinaguai come l'amico a causa di rivalità su delle cose di poca importanza. Inoltre è spesso insoddisfatto, impulsivo e geloso, a volte a tal punto da fare a botte con Rigby, di solito causando grossi problemi. Mordecai ha una grande cotta per Margaret, una cardinale che lavora come cameriera della caffetteria locale. I due, dopo tante peripezie, riusciranno ad iniziare un rapporto, ma si lasceranno dopo che Margaret decide di partire per l'università. Mordecai inizia perciò un altro rapporto con CJ, sua vecchia conoscenza. Tuttavia il loro rapporto diventerà instabile dopo che CJ vedrà Mordecai baciare Margaret, seppur involontariamente, dopo essersi rincontrati nell'episodio Buon Natale, Mordecai; nell'episodio Scaricata all'altare i due decidono di prendersi una pausa. È diplomato in arte (sebbene rivela che al college aveva scarse capacità artistiche). Nell'ultima puntata diventa un pittore di successo, e si sposerà con Stef, una donna pipistrello, da cui avrà tre figli. Doppiato da J.G. Quintel (originale), Simone Veltroni, Gabriele Lopez (canto, italiano).
- Rigby: È un procione coetaneo, partner, collega, e miglior amico di Mordecai. Rispetto all'amico, Rigby è eccentrico, immaturo, impulsivo, iperattivo, spiritoso, pigro, arrogante e sfrenato, il che scatena litigi e scontri con Mordecai. Nonostante questi difetti, ha un lato sensibile e maturo, il che nel corso della serie diventerà più riflessivo e morale nei momenti di difficoltà. Rigby vive esclusivamente per l'auto-gratificazione, che talvolta raggiunge con atti egoistici come mentire o barare, di conseguenza Rigby ha la cattiva abitudine di ficcare se stesso e altre persone nei guai. In effetti, molti dei problemi che i lavoratori del parco devono affrontare sembrano essere (per lo più) colpa di Rigby. Tuttavia, egli è il migliore amico di Mordecai e si basa spesso su di lui per tirarsi fuori dai guai, anche se ci sono stati momenti in cui ha salvato Mordecai. Ha un fratello minore di nome Don, del quale Rigby è geloso perché Don è fisicamente più alto e più muscoloso. È fidanzato con Eileen, una talpa migliore amica di Margaret: nella prima stagione Rigby non la considerava affatto, ma nell'episodio Il diario segreto dichiara che le piace quando non porta gli occhiali, per poi rivelare di essersi messo insieme a lei nell'episodio Scaricata all'altare. Nell'ultima puntata i due si sposano e hanno due figlie. Doppiato da William Salyers (originale), Alessio De Filippis (italiano).
- Benson Dunwoody: è un distributore di gomme da masticare vivente, dotato di lunghe e sottili gambe e braccia. È il capo di Mordecai e Rigby, quindi gestore del parco e il braccio destro di Pops. Mordecai e Rigby lo fanno spesso infuriare a causa della loro pigrizia e incaparbietà, siccome è spesso il primo a rimetterci per i guai combinati dai suoi dipendenti, inoltre è praticamente il contrario dei due: è serio, responsabile e laborioso. Benson ha un carattere molto severo, irascibile e sarcastico e spesso è affetto da grandi scatti d'ira nei quali il suo volto e corpo diventano rossi. Nell'episodio Gestire la rabbia viene rivelato che Benson ha trascorso l'infanzia con una famiglia disfunzionale (i suoi genitori lo educavano ad ottenere qualunque cosa alzando la voce, perfino cose semplici come farsi passare il sale) che ha generato la sua sensibilità mentale, insieme alle esagerate aspettative che aveva il suo capo. Nonostante tutto, Benson a volte compatisce Mordecai e Rigby e spesso lo si vede affezionato a Pops, di cui è grande amico e se ne prende cura come una specie di tutore. Doppiato da Sam Marin (originale), Antonio Angrisano (italiano).
- Pops Maellard: Un vecchio Lecca-lecca vivente originario di Caramellandia vestito con doppiopetto e tuba, dai modi molto ingenui e infantili e dotato di un'abnorme testa rotonda. Pur essendo il figlio del proprietario del parco, lascia tutta l'amministrazione a Benson. Adora parlare utilizzando termini forbiti e aulici che poco si adattano alla sua persona. I suoi dialoghi sono ricchi di non-sequitur spesso incomprensibili dagli stessi Mordecai e Rigby, e i suoi modi gentili e impacciati lo rendono uno dei personaggi più stravaganti dell'intera serie. A volte non riesce a capire la differenza tra dolcetti e denaro, e finisce per pagare le tasse, le spese ed i noleggi che fa con dei dolciumi; ciò accade per la prima volta nell'episodio Ciao, governatore!, dove Pops paga con un dolcetto il noleggio di un film horror. È un campione nella lotta greco-romana, tanto che nello special di Natale vince in uno scontro con un orso polare. Nell'ultimo episodio della serie, nell'ottava stagione, si sacrifica per salvare il mondo, il suo vero nome è Mega Kranus. Doppiato da Sam Marin (originale), Massimo Milazzo (italiano).
- Skips: È uno Yeti che ha più di 400 anni, malgrado ne dimostri appena cinquanta. Skips è il miglior giardiniere del parco, è il superiore di Mordecai e Rigby ed è collega e miglior amico di Benson. Skips è immortale, ma per mantenere la sua immortalità ogni anno quando compie gli anni deve svolgere una danza cerimoniale, altrimenti i Guardiani dell'eterna giovinezza (un gruppo di semi-dei simili a neonati) gli toglierebbero tale condizione, causandone la morte per invecchiamento. Di carattere mansueto, calmo, saggio e amichevole, Skips è un eccellente lavoratore e un vero e proprio mago del fai-da-te, è sempre pronto ad entrare in azione per ricostruire ciò che è stato danneggiato e aiutare chi è in difficoltà; infatti per lui riparare le cose dopo i disastri di Mordecai e Rigby è una normale abitudine. Un'altra particolarità del personaggio sta nel fatto che lui si muove esclusivamente facendo degli skip, dal quale proviene il nome. Nell'episodio Il diario segreto si scopre che Skips cammina in questo modo per ricordare i tempi in cui passava il tempo a skippare con la fidanzata. Il suo passato viene svelato nella puntata La storia di Skips: originariamente si chiamava Walks, e nel 1814 divenne amico di Gareth e dei Guardiani dell'eterna giovinezza, e iniziò una relazione con una ragazza, Desdemona "Mona". Tuttavia, la ragazza morì durante uno scontro tra lui e il potente Klorgbane, evento che lo devastò profondamente. Anni dopo, viene invitato dai Guardiani per renderlo immortale, poiché hanno bisogno che sconfigga nuovamente Klorgbane, che tornerà ogni 157 anni. Per farlo ha dovuto cambiare nome, ed egli, ricordandosi dei momenti passati con Mona, sceglie il nome Skips. In lingua originale Skips è doppiato dall'attore Mark Hamill e in lingua italiana da Mario Bombardieri.
- Muscle Man: Un altro lavoratore del parco, egli è un volgare, insolente, rozzo, spericolato, impulsivo e disgustoso ventenne nano ed in sovrappeso dalla pelle verdastra. Vive in una sudicia roulotte all'interno del parco. Il suo vero nome è "Mitch Sorrenstein", è di carattere è molto eccentrico e immaturo perché passa la maggior parte del suo tempo a prendere in giro la gente e a canzonare Mordecai e Rigby, dicendo di essere molto superiore a loro. Spesso fa delle battutacce e insulti su mia madre! (il che dovrebbe invece essere tua madre) e degli scherzi di pessimo gusto, venendo spesso sgridato dagli altri, tranne che dal fantasma Batti Cinque, che invece le trova esilaranti. I due da adolescenti erano rivali perché Muscle Man era geloso della sua notorietà nella scuola. Nell'episodio Sfida di bodybuilding si scopre in gioventù era molto muscoloso (motivo del nome) ma cominciò a mettere su peso col passare del tempo, nonostante sia ancora in grado di mostrare eccellenti pose di culturismo. Nell'episodio "Scaricata all'altare" si sposerà con Starla. Nell'ultima puntata, come alcuni degli altri personaggi, avranno dei figli. Doppiato da Sam Marin (originale), Gabriele Trentalance (st.1-2), Alan Bianchi (st. 3+, italiano).
- Batti Cinque (Hi Five Ghost): Il partner di Muscle Man, si tratta di un piccolo fantasma con una mano sopra la testa e con un'espressione simile ad un emoticon. Vive insieme a Muscle Man nella sua roulotte e adora ascoltare le battutacce del ragazzo, il quale gli batte sempre il cinque sulla testa. All'evenienza le braccia sulla sua testa si possono moltiplicare. Nelle prime puntate parlava molto raramente, ma comincia a parlare di più dalla terza stagione. Da adolescente aveva dei capelli lunghi castani. Dalla quinta stagione avrà anch'egli una fidanzata, Celia. Doppiato da J.G. Quintel (originale), Fabrizio Valezano (italiano).
- Thomas: Una capra di sesso maschile, anch'esso lavoratore del parco, assunto durante la quarta stagione. Essendo giovane ed ingenuo, è spesso la vittima preferita di Muscle Man a cui infliggere i suoi scherzi, ma non sembra prendersela quando questo accade. Adora le granite, talmente tanto che in un episodio rischia di morire per averne mangiata una fatta con il ghiaccio del Polo Nord. Nella sesta stagione si scopre essere una spia russa di nome "Nikolai" venuta in America per rubare i loro parchi. Doppiato da Roger Craig Smith (originale), Emiliano Reggente (italiano).
- Margaret Smith: Una cardinale che lavora nel bar sulla strada che dà sul parco. È spesso vestita da cameriere in quanto lavora al caffè. Mordecai è innamorato di lei, mentre quest'ultima lo considera solo un amico. Nonostante ciò, a volte sembra innamorata anche lei, e ciò lo dimostrerà nell'episodio Disavventura in città baciandolo. In seguito nell'ultima puntata della quarta stagione Mordecai le chiede di diventare la sua fidanzata, lei lo apprezza ma purtroppo non può, in quanto partirà all'estero per andare all'università (già menzionata in precedenza). Rimane assente durante la quinta stagione, in cui Mordecai comincia ad avere una relazione con CJ, ma tornerà nella sesta, divenuta ora un reporter TV, e cercherà di riconciliarsi con Mordecai, anche se questo potrebbe far finire il rapporto con CJ. Nell'episodio Buon Natale, Mordecai, Mordecai spiega a Margaret che da quando si sono lasciati si sente più felice assieme a CJ, e che non se la sente di tornare insieme a lei; tuttavia, i due ripensano ai momenti passati insieme e, seppur involontariamente, si baciano davanti a CJ, che se ne va arrabbiata. Da quel momento il rapporto tra Mordecai e CJ sarà instabile. Doppiata da Janie Haddad (originale), Ughetta d'Onorascenzo (italiano).
- Eileen Roberts: Una talpa, migliore amica di Margaret con cui lavora. È innamorata di Rigby, nonostante questo non la consideri tanto. Tuttavia, nell'episodio "Il diario segreto" rivela che le piace molto quando non porta gli occhiali. Nell'episodio Scaricata all'altare si scopre che i due si sono messi insieme. Nell'ultima puntata, i due si sposano e hanno dei figli. Doppiata da Minty Lewis (originale), Eleonora Reti (italiano).
- CJ: ex fidanzata di Mordecai, è una ragazza nuvola che indossa una canotta a righe rosse, apparsa per la prima volta in Yes dude yes, in cui Mordecai comincia ad uscire con lei pensando che Margaret si stia per sposare. Quando si accorge che ciò non era vero, rompe con lei. Dopo che Margaret va all'università, Mordecai e CJ si rincontrano a Capodanno nell'episodio La festa di fine anno, dove involontariamente si baciano. Inizialmente decidono di restare amici, ma dopo che Mordecai si lascerà con Margaret i due ricominciano ad uscire insieme. Nell'episodio Buon Natale, Mordecai, Mordecai dice ufficialmente che ora è CJ la sua ragazza; il rapporto tra i due diventerà però instabile quando CJ vedrà Mordecai baciarsi con Margaret, seppur senza volere. Nell'episodio Scaricata all'altare i due decidono di prendersi una pausa. Quando si arrabbia diventa un grande nuvolone grigio. Doppiata da Linda Cardellini (originale), Elena Liberati (st. 5-6×16), Rachele Paolelli (st. 3, st. 6×17+, italiano).

### Secondari
- Starla: La fidanzata di Muscle Man, fa la sua prima apparizione nell'episodio "La fidanzata di Muscle Man". È una donna che assomiglia in tutto e per tutto al suo fidanzato (tanto che alcuni personaggi hanno sostenuto che i due fossero imparentati); è una donna sentimentale, ma anche rozza, gelosa e muscolosa. Nelle stagioni successive i due si sposeranno. Doppiata da Courtenay Taylor (originale), Monica Pariante (1° voce), Daniela Debolini (2° voce, italiano).
- Signor Maelleard: Padre di Pops e padrone del parco. Come il figlio è un lecca lecca antropomorfo estremamente anziano (ha almeno 200 anni) e facoltoso. Sgrida sempre Benson (nello stesso modo in cui quest'ultimo sgrida Mordecai e Rigby) e sbaglia sempre a dire il suo nome fino all'episodio "Benson se ne va", quando quest'ultimo gli salva la vita. Col passare della serie si rivela essere un personaggio molto eccentrico, al pari del figlio. Doppiato da David Ogden Stiers (originale), Dante Biagioni (1° voce), Massimo Milazzo (2° voce, italiano).
- Gary: Tassista dell'universo e amico di Skips e dei Guardiani dell'Eterna Giovinezza. Appartiene alla squadra de "Gli elementi magici". Aiuta i lavoratori del parco nell'episodio Uscita 9B. Ha un taxi volante con cui va a prendere le persone che gli ordinano i Guardiani dell'Eterna Giovinezza. Inoltre in un episodio fa da avvocato a Mordecai e Rigby accusati di essere "troppo trendy". Doppiato da Robin Atkin Downes (originale), Fabrizio Valezano (st. 1-3), Corrado Conforti (st. 4, italiano).
- Muscle Bro: Il terribile fratello maggiore di Muscle Man, si tratta di un uomo calvo, alto e grasso con una barba marrone e gli occhi identici a quelli del fratello. Il suo vero nome è John. Contrariamente al fratello e al padre, ha la carnagione bianca come un vero e proprio umano. Guida un gigantesco camion che sbuca da sottoterra quando Muscle Man glielo ordina. Doppiato da Steve Blum (originale).
- Muscle Dad: Padre di Muscle Man. Farà credere al figlio di essere il Miglior Camionista del Mondo, ma nel primo episodio in cui appare (Il santuario dei camionisti), dopo la sua morte si scoprirà che in realtà non sapeva guidare i camion, e che aveva mentito al figlio per dargli la forza di andare avanti. Nello stesso episodio si scopre che Muscle Man ha ereditato la sua passione per gli scherzi di cattivo gusto da Muscle Dad. Doppiato da Fred Tatasciore (originale).
- Batti Dieci: Fratello maggiore di Batti Cinque; nell'episodio "Ci vediamo lì" trasforma Mordecai e Rigby in fantasmi per farli entrare nella festa di suo fratello. Muscle Man e Batti Cinque lo fanno uscire di prigione. Doppiato da Roger Craig Smith (originale), Pasquale Anselmo (italiano).
- Padre di Batti Cinque: anziano fantasma identico al figlio, se non per la barba bianca. Nella puntata "Ci vediamo lì" partecipa allo scherzo di Muscle Man, dicendo di essere un medico e affermando che Muscle Man, dopo essere stato spaventato da Mordecai e Rigby, era morto di infarto; quando Muscle Man svela lo scherzo della sua finta morte, il fantasma rivela di non essere realmente un medico. Doppiato da Mark Hamill (originale), Tony Orlandi (italiano).
- Frank Smith: Il padre di Margaret, si dice che faccia i migliori Tuffi a Bomba di tutto il quartiere in cui abita. Malgrado il fatto che tutti i suoi parenti siano volatili (genitori compresi), assomiglia in tutto e per tutto ad un normalissimo umano. Doppiato da Roger Craig Smith (originale).
- Don: Fratello minore di Rigby, nonostante d'aspetto sia più alto e muscoloso di Rigby; quest'ultimo è geloso di lui perché tutti pensano sempre che lui sia il maggiore, nonostante lo stesso Don affermi di aver sempre voluto copiare lo stile di Rigby. Compare principalmente negli episodi Don e Sfida all'ultimo canestro. Doppiato da Julian Dean (originale), Stefano Onofri (1° voce), Emiliano Reggente (2° voce, italiano).
- Quips: Cugino di Skips; è uno Yeti, non fa che raccontare barzellette che agli altri non piacciono, ma lui crede far ridere. Compare principalmente negli episodi Cugino Quips e Addio al celibato! Zingo!. Doppiato da Matt Price (originale), Paolo Vivio (italiano).
- Golf car "Auto" Made in Mexico: Si tratta della golf car del Parco, usata soprattutto da Mordecai, Rigby, Muscle Man e Batti Cinque. A causa di un suo guasto, dovuto ad un contatto prolungato tra il motore e delle bevande gassate, prenderà vita. Ha una passione per le risse nei bar e i fuochi d'artificio. Alla fine dell'episodio in cui "nasce" egli si suiciderà, buttandosi giù da una scogliera. Doppiato da Toby Jones (originale), Maurizio Reti (italiano).
- Celia: fidanzata di Batti Cinque. È una ragazza che indossa un top viola, una gonna corta, calzini lunghi bianchi e scarpe marroni. Ha i capelli corti e neri, ma con la parte superiore tinta di azzurro. Doppiata da Zosia Mamet (originale), Rachele Paolelli (italiano).

### Antagonisti
- Gang Capicola: Un gruppo di robot animali antropomorfi rapinatori. Nell'episodio Un regalo per Pops rubano dei dadi con dei diamanti dentro ma vengono distrutti dall'FBI. Riappaiono nell'episodio Dichiarazioni e vendette dove vendono coupon di un ristorante falsi. Così comincia un'altra lotta dove Amadeus, il proprietario del ristorante, li fa esplodere. I componenti del gruppo sono: Orso (il leader), il Castoro (chiamato "Louie") e l'Anatra. Doppiati da John Cygan (originale), Oliviero Dinelli (italiano) (Orso), Mark Hamill (originale), Stefano Onofri (italiano) (Castoro "Louie"), Dawn Lewis (originale), Daniela Debolini (italiano) (Anatra).
- GBF: Acronimo di Garrett Bobby Ferguson, è un grande videogiocatore tenente di record mondiali video ludici, sembiante una grossa faccia barbuta ispirata a quella del videogiocatore Billy Mitchell (tenente del record più grande in Pac-Man). Doppiato da Sam Marin (originale), Roberto Pedicini (italiano).
- GBF Jr.: Il figlio di GBF, Garrett Jr., il suo aspetto fisico è identico a quello del padre, tranne per il fatto che porta degli occhiali da sole ed è molto più piccolo. Appare nell'episodio "Uscita 9B". Doppiato da Roger Craig Smith (originale), Gabriele Lopez (italiano).
- Fratelli unicorni: Degli unicorni apparsi negli episodi Gli unicorni devono andarsene e Le regole della casa. Amanti dei party e degli scherzi, vestono con svariati abbigliamenti punk. Uno di essi è vestito come Alex DeLarge di Arancia meccanica.
- CrewCrew: Un gruppo di rapper soliti a sfidare qualcuno a gara di rap per poi vincere sempre. Nell'episodio Rap contro poesia vengono sfidati da Pops, ma questa volta perdendo. I membri principali del gruppo sono Alpha-Dog (leader), Demel-Ishun e Blitz Cometa. Doppiati da Donald Glover (originale), Gianluca Crisafi (italiano) (Alpha-Dog), MC Lyte (originale), Monica Bertolotti (italiano) (Demel-Ishun), Tyler, the Creator (originale), Alessandro Messina (italiano) (Blitz Cometa).
- Richard Buckner: l'antagonista del dodicesimo episodio della quinta stagione, Il giorno del Ringraziamento, definito come "l'uomo più ricco del mondo". È un'evidente parodia di Donald Trump.

## Doppiaggio
| Personaggio              | Voce originale                              | Doppiatore italiano                                                                                        |
| ------------------------ | ------------------------------------------- | --- |
| Mordecai                 | J.G. Quintel                                | Simone Veltroni Gabriele Lopez (canto)                                                                     |
| Rigby                    | William Salyers                             | Alessio De Filippis                                                                                        |
| Benson                   | Sam Marin                                   | Antonio Angrisano                                                                                          |
| Pops                     | Sam Marin                                   | Massimo Milazzo                                                                                            |
| Skips                    | Mark Hamill                                 | Mario Bombardieri                                                                                          |
| Muscle Man               | Sam Marin                                   | Gabriele Trentalance (s.1-2) Alan Bianchi (s.3+)                                                           |
| Batti Cinque             | Jeff Glen Bennett (s.1) J.G. Quintel (s.2+) | Fabrizio Valezano                                                                                          |
| Thomas                   | Roger Craig Smith                           | Emiliano Reggente                                                                                          |
| Margaret                 | Janie Haddad                                | Ughetta d'Onorascenzo                                                                                      |
| Eileen                   | Minty Lewis                                 | Eleonora Reti                                                                                              |
| CJ                       | Linda Cardellini                            | Elena Liberati (st.5-6x16) Rachele Paolelli (st.3, st.6x17+)                                               |
| Starla                   | Courtenay Taylor                            | Monica Pariante Daniela Debolini                                                                           |
| Sig. Maellard            | David Ogden Stiers                          | Dante Biagioni Massimo Milazzo                                                                             |
| Morte                    | Julian Holloway                             | Oliviero Dinelli                                                                                           |
| Gary                     | Robin Atkin Downes                          | Fabrizio Valezano (s.1-3) Corrado Conforti (s. 4)                                                          |
| Muscle Bro               | Steve Blum                                  | |
| Muscle Dad               | Fred Tatasciore                             | |
| GBF                      | Sam Marin                                   | Roberto Pedicini                                                                                           |
| GBF Jr.                  | Roger Craig Smith                           | Oliviero Dinelli                                                                                           |
| Batti Dieci              | Roger Craig Smith                           | Pasquale Anselmo                                                                                           |
| Frank                    | Roger Craig Smith                           | |
| Party Pete               | Jeff Bennett                                | |
| Eggscellent Cavaliere    | Jeff Bennett                                | |
| Padre di Batti Cinque    | Mark Hamill                                 | Toni Orlandi                                                                                               |
| Don                      | Julian Dean                                 | Stefano Onofri Emiliano Reggente                                                                           |
| Quips                    | Matt Price                                  | Paolo Vivio                                                                                                |
| Auto                     | Toby Jones                                  | Maurizio Reti                                                                                              |
| Alpha-Dog                | Donald Glover                               | Gianluca Crisafi                                                                                           |
| Demel-Ishun              | MC Lyte                                     | Monica Bertolotti                                                                                          |
| Blitz Cometa             | Tyler, the Creator                          | Alessandro Messina                                                                                         |
| Mamma di Mordecai        | Jennifer Hale                               | Beatrice Margiotti                                                                                         |
| Orso Gang Capicola       | John Cygan                                  | Oliviero Dinelli                                                                                           |
| Castoro Gang Capicola    | Mark Hamill                                 | Stefano Onofri                                                                                             |
| Anatra Gang Capicola     | Dawn Lewis                                  | Daniela Debolini                                                                                           |
| Celia                    | Zosia Mamet                                 | Rachele Paolelli                                                                                           |
| Collezionatore di papere | Julian Holloway                             | Manfredi Aliquò                                                                                            |
| Dave                     | Mark Hamill                                 | Manfredi Aliquò                                                                                            |
| Warlock                  | James Hong                                  | Manfredi Aliquò                                                                                            |
| Corny                    | Steve Agee                                  | Marco Briglione                                                                                            |
| Alfie                    | Roger Craig Smith                           | Daniele Di Matteo                                                                                          |
| Roxy                     | Kate Micucci                                | Barbara Pitotti                                                                                            |
| altri personaggi         |                                             | Oliviero Dinelli, Corrado Conforti, Davide Marzi, Maurizio Reti, Rachele Paolelli, Mino Caprio, Teo Bellia |

## Censure
La serie è stata spesso soggetta a censure da parte delle emittenti a causa dei vari contenuti per un pubblico adulto, come linguaggi volgari, doppi sensi, umorismo grezzo e riferimenti sessualmente espliciti. Ha subito censure in Italia, Regno Unito, Australia, America Latina, Turchia e Nuova Zelanda.

## Diffusione internazionale
- 14 agosto 2009 nelle Filippine (Regular Show)
- 6 settembre 2010 in Canada (Regular Show), Polonia (Zwyczajny serial) e Stati Uniti (Regular Show)
- 27 settembre 2010 in Italia (Regular Show)
- 2 gennaio 2011 in Giappone (レギュラーSHOW〜コリない2人〜)
- 22 febbraio 2011 in Regno Unito
- 23 giugno 2011 in Francia (Regular Show)
- 11 agosto 2011 in Messico (Un Show Más)
- 6 settembre 2011 in Brasile (Apenas Um Show)
- 24 settembre 2011 in Spagna (Historias corrientes)
- 10 dicembre 2011 in Germania (Regular Show -Völlig abgedreht)
- 12 marzo 2012 in Australia (Regular Show)
- 6 ottobre 2014 negli Emirati Arabi Uniti (Regular Show)
- 4 settembre 2021 in Egitto
- 6 dicembre 2021 in Indonesia (Regular Show)
- 8 marzo 2022 nei Paesi Bassi (Regular Show)

## Opere derivate

### Fumetti
Dal 2013, la casa editrice Boom!Studios ha pubblicato una serie a fumetti basata sulla serie televisiva, creati da K.C Green e Allison Strejlav.

### Videogiochi
Dalla serie sono state tratte due app, scaricabili dagli app store per iOS, intitolati Ride 'Em Rigby e Nightmare-athon.
Nel 2013 è stato pubblicato un videogioco per Nintendo 3DS d'avventura dinamica, platform e shoot 'em up, sviluppato dalla WayForward Technologies e distribuito dalla D3 Publisher, intitolato Regular Show: Mordecai and Rigby in 8-Bit Land.

### Film
Nel 2015 gli autori della serie hanno annunciato un film basato sui personaggi della serie animata. Narra la più grande avventura di Mordecai e Rigby, che dopo aver creato accidentalmente uno squarcio temporale, "TempoNado", si ritrovano a dover viaggiare nel tempo e a lottare contro un malvagio allenatore di pallavolo, stavolta non solo per il proprio destino, ma per quello del mondo. Negli Stati Uniti il film è stato distribuito in un numero limitato di sale cinematografiche dal 14 agosto 2015, e successivamente trasmesso su Cartoon Network il 25 novembre 2015; è uscito in DVD il 13 ottobre dello stesso anno. È stato trasmesso in Italia il 24 marzo 2016.